# 고형욱
고형욱(高炯旭, 1971년 4월 17일 ~ )은 전 KBO 리그 쌍방울 레이더스의 투수이자, 전 KBO 리그 키움 히어로즈의 단장이다.

## 선수 시절

### 쌍방울 레이더스시절
1994년에 입단하였다. 통산 98경기에 등판해 3승 2패, 평균자책점 4.30을 기록했다. 1998년에는 박성기의 공백으로 생긴 좌완 선발 자리를 메꿔주기도 했다.

## 야구선수 은퇴 후
모교인 광주진흥중학교, 광주진흥고등학교 야구부 코치를 맡아 지도자 생활을 시작했으며 중앙고등학교 투수코치를 맡았다가 2006년부터 2007년까지 중앙고등학교 야구부 감독을 역임했으며 그 이후 홍익대학교, 송원대학교 야구부 투수코치를 거쳐 2009년부터 넥센 히어로즈의 스카우트 팀장으로 활동했고 2017년부터 넥센 히어로즈의 단장으로 활동했다. 2019년부터 키움 히어로즈의 스카우트 상무이사로 활동했다.

## 출신 학교
- 광주진흥중학교
- 광주진흥고등학교
- 인하대학교